# カンピオナート・ブラジレイロ・セリエB
カンピオナート・ブラジレイロ・セリエB (ポルトガル語: Campeonato Brasileiro Série B) は、ブラジルのサッカー2部リーグ。一般的にブラジレイロ・セリエB（ポルトガル語: Brasileirão Série B）として知られる。スポンサーの影響で、ブラジレイロ・スーパーベット（Brasileirão Superbetてはタッサ・ジ・プラッタ (Taça de Prata) と呼ばれていた。

## フォーマット
第1回はセリエA（1部リーグ）発足と同時に1971年。1973年以後、ブラジルサッカー連盟 (CBF) のセリエA出場チーム拡大策を進める影響もありセリエBが一時中断したが、1980年に再開。
その1980年から1984年は2部リーグの成績上位チーム（1983年までは4チーム、1984年は優勝チームのみ）がセリエAの第2次予選（2ndフェーズ）に進出できる権利が与えられる時期があった。同様にCBFが主催を断念した2000年のコパ・ジョアン・アヴェランジェにおいても、2部相当のリーグ戦の成績上位3クラブが次年度の1部リーグ昇格の上で、同年度の決勝トーナメントラウンドへの進出が出来た。
かつては頻繁にフォーマットの変更がなされたが、2006年以降は固定化されている。20チームがホーム・アンド・アウェーの2回総当たり戦を行ない、上位4チームが翌年のセリエAに昇格、下位4チームはセリエC（3部リーグ）に降格する。

## 2020シーズンのカンピオナート・ブラジレイロ・セリエBのチーム
| クラブ名                                   | ホームタウン       | ホームスタジアム                                     | 収容人数 |
| ------------------------------------------ | ------------------ | ---------------------------------------------------- | -------- |
| アヴァイFC                                 | フロリアノーポリス | エスタジオ・アデルバウ・ハモス・ダ・シウヴァ         | 17,826   |
| アソシアソン・シャペコエンセ・ジ・フチボウ | シャペコ           | アレナ・コンダ                                       | 20,089   |
| アメリカFC                                 | ベロオリゾンテ     | アレナ・インデペンデンシア                           | 23,018   |
| ECヴィトーリア                             | サウヴァドール     | エスタジオ・マノエウ・バハダス                       | 35,000   |
| オエステFC                                 | バルエリ           | アレナ・バルエリ                                     | 31,452   |
| オペラリオ・フェホヴィアリオEC             | ポンタ・グロッサ   | エスタジオ・ジェルマーノ・クルジェル                 | 10,632   |
| グアラニFC                                 | カンピーナス       | エスタジオ・ブリンコ・ジ・オウロ・ダ・プリンセーザ   | 29,130   |
| クイアバEC                                 | クイアバ           | アレーナ・パンタナール                               | 44,000   |
| クルーベ・ジ・レガタス・ブラジル           | マセイオ           | エスタジオ・ヘイ・ペレ                               | 17,126   |
| クルーベ・ナウチコ・カピバリベ             | レシフェ           | エスタジオ・エラジオ・ジ・バホス・カルヴァーリョ     | 22,856   |
| クルゼイロEC                               | ベロオリゾンテ     | エスタジオ・ゴヴェルナドール・マガリャンイス・ピント | 61,846   |
| ADコンフィアンサ                           | アラカジュ         | エスタジオ・エスタドゥアウ・ロウリヴァウ・バチスタ   | 15,586   |
| サンパイオ・コヘイアFC                     | サン・ルイス       | エスタジオ・ゴヴェルナドール・ジョアン・カステロ     | 40,149   |
| ECジュヴェントゥージ                       | カシアス・ド・スル | エスタジオ・アウフレード・ジャコーニ                 | 19,924   |
| セントロ・スポルチーヴォ・アラゴアーノ     | マセイオ           | エスタジオ・ヘイ・ペレ                               | 17,126   |
| パラナ・クルーベ                           | クリチバ           | エスタジオ・ドゥリヴァウ・ブリット・イ・シウヴァ     | 20,083   |
| フィゲイレンセFC                           | フロリアノーポリス | エスタジオ・オルランド・スカルペッリ                 | 19,584   |
| GEブラジウ                                 | ペロタス           | エスタジオ・ベント・メンデス・ジ・フレイタス         | 18,000   |
| ボタフォゴFC                               | リベイロン・プレト | アレナ・ユーロバイク                                 | 29,292   |
| AAポンチ・プレッタ                         | カンピーナス       | エスタジオ・モイゼス・ルカレッリ                     | 19,728   |

## 歴代優勝クラブ
| 年   | 優勝                   | 2位                  | 3位                            | 4位                  | クラブ数             |
| ---- | ---------------------- | -------------------- | ------------------------------ | -------------------- | -------------------- |
| 1971 | ヴィラ・ノヴァ-MG      | レモ                 | イタバイアーナ                 | ポンチ・プレッタ     | 23                   |
| 1972 | サンパイオ・コヘイア   | カンピネンセ         | アトレチコ・ジ・アラゴイニャス | アメリカ-RN          | 23                   |
| 1973 | 行われず               | 行われず             | 行われず                       | 行われず             | 行われず             |
| 1974 | 行われず               | 行われず             | 行われず                       | 行われず             | 行われず             |
| 1975 | 行われず               | 行われず             | 行われず                       | 行われず             | 行われず             |
| 1976 | 行われず               | 行われず             | 行われず                       | 行われず             | 行われず             |
| 1977 | 行われず               | 行われず             | 行われず                       | 行われず             | 行われず             |
| 1978 | 行われず               | 行われず             | 行われず                       | 行われず             | 行われず             |
| 1979 | 行われず               | 行われず             | 行われず                       | 行われず             | 行われず             |
| 1980 | ロンドリーナ           | CSA                  | フェホヴィアリア               | ボタフォゴ-SP        | 64                   |
| 1981 | グアラニ               | アナポリナ           | レモ                           | コメルシアウ-MS      | 48                   |
| 1982 | カンポ・グランデ       | CSA                  | ウベラーバ                     | ジョインヴィレ       | 48                   |
| 1983 | ジュヴェントゥス-SP    | CSA                  | ジョインヴィレ                 | ブラジリア           | 48                   |
| 1984 | ウベルランジア         | レモ                 | インテル-SM                    | ボタフォゴ-PB        | 32                   |
| 1985 | トゥナ・ルーゾ         | ゴイタカス           | フィゲイレンセ                 | オペラリオ-MS        | 24                   |
| 1986 | 行われず（下記参照）   | 行われず（下記参照） | 行われず（下記参照）           | 行われず（下記参照） | 行われず（下記参照） |
| 1987 | 行われず（下記参照）   | 行われず（下記参照） | 行われず（下記参照）           | 行われず（下記参照） | 行われず（下記参照） |
| 1988 | インテル-SP            | ナウチコ             | ポンチ・プレッタ               | アメリカーノ         | 24                   |
| 1989 | ブラガンチーノ         | サン・ジョゼ         | レモ                           | カトゥエンシ         | 96                   |
| 1990 | スポルチ               | アトレチコ-PR        | グアラニ                       | カトゥエンシ         | 24                   |
| 1991 | パイサンドゥ           | グアラニ             | コリチーバ                     | アメリカーノ         | 64                   |
| 1992 | パラナ                 | ヴィトーリア         | クリシューマ                   | サンタクルス         | 32                   |
| 1993 | 行われず（下記参照）   | 行われず（下記参照） | 行われず（下記参照）           | 行われず（下記参照） | 行われず（下記参照） |
| 1994 | ジュベントゥージ       | ゴイアス             | デスポルチーヴァ               | アメリカーノ         | 24                   |
| 1995 | アトレチコ-PR          | コリチーバ           | モジミリン                     | セントラル           | 24                   |
| 1996 | ウニオン・サンジョアン | アメリカ-RN          | ナウチコ                       | ロンドリーナ         | 25                   |
| 1997 | アメリカ-MG            | ポンチ・プレッタ     | ナウチコ                       | ヴィラ・ノヴァ-GO    | 25                   |
| 1998 | ガマ                   | ボタフォゴ-SP        | デスポルチーヴァ               | ロンドリーナ         | 24                   |
| 1999 | ゴイアス               | サンタクルス         | バイーア                       | ヴィラ・ノヴァ-GO    | 23                   |
| 2000 | 行われず               | 行われず             | 行われず                       | 行われず             | 行われず             |
| 2001 | パイサンドゥ           | フィゲイレンセ       | カシアス                       | アヴァイ             | 28                   |
| 2002 | クリシューマ           | フォルタレーザ       | サンタクルス                   | パウリスタ           | 26                   |
| 2003 | パルメイラス           | ボタフォゴ           | スポルチ                       | マリーリア           | 24                   |
| 2004 | ブラジリエンセ         | フォルタレーザ       | アヴァイ                       | バイーア             | 24                   |
| 2005 | グレミオ               | サンタクルス         | ナウチコ                       | ポルトゥゲーザ       | 22                   |
| 2006 | アトレチコ-MG          | スポルチ             | ナウチコ                       | アメリカ-RN          | 20                   |
| 2007 | コリチーバ             | イパチンガ           | ポルトゥゲーザ                 | ヴィトーリア         | 20                   |
| 2008 | コリンチャンス         | サント・アンドレ     | アヴァイ                       | バルエリ             | 20                   |
| 2009 | ヴァスコ・ダ・ガマ     | グアラニ             | セアラー                       | アトレチコ-GO        | 20                   |
| 2010 | コリチーバ             | フィゲイレンセ       | バイーア                       | アメリカ-MG          | 20                   |
| 2011 | ポルトゥゲーザ         | ナウチコ             | ポンチ・プレッタ               | スポルチ             | 20                   |
| 2012 | ゴイアス               | クリシューマ         | アトレチコ-PR                  | ヴィトーリア         | 20                   |
| 2013 | パルメイラス           | シャペコエンセ       | スポルチ                       | フィゲイレンセ       | 20                   |
| 2014 | ジョインヴィレ         | ポンチ・プレッタ     | ヴァスコ・ダ・ガマ             | アヴァイ             | 20                   |
| 2015 | ボタフォゴ             | サンタクルス         | ヴィトーリア                   | アメリカ-MG          | 20                   |
| 2016 | アトレチコ-GO          | アヴァイ             | ヴァスコ・ダ・ガマ             | バイーア             | 20                   |
| 2017 | アメリカ-MG            | インテルナシオナル   | セアラー                       | パラナ               | 20                   |
| 2018 | フォルタレーザ         | CSA                  | アヴァイ                       | ゴイアス             | 20                   |
| 2019 | ブラガンチーノ         | スポルチ             | コリチーバ                     | アトレチコ-GO        | 20                   |
| 2020 | シャペコエンセ         | アメリカ-MG          | ジュベントゥージ               | クイアバ             | 20                   |
| 2021 | ボタフォゴ             | ゴイアス             | コリチーバ                     | アヴァイ             | 20                   |

### CBF非公式
| 年            | 優勝                | 2位              | 3位              | 4位          | クラブ数 |
| ------------- | ------------------- | ---------------- | ---------------- | ------------ | -------- |
| 1986          |                     |                  |                  |              |          |
| トレーゼ      | マラニョン          | ヒウ・ネグル-AM  | モト・クルブ     | 9            |          |
| セントラル    | アメリカーノ        | ゴイタカス       | デスポルチーヴァ | 9            |          |
| インテル-SP   | ジュヴェントゥス-SP | サント・アンドレ | アナポリス       | 9            |          |
| クリシューマ  | マルシリオ・ジアス  | ピニェイロス     | ロンドリーナ     | 9            |          |
| 1987          |                     |                  |                  |              |          |
| アメリカーノ  | ウベルランジア      | ジュベントゥージ | ポンチ・プレッタ | 24           |          |
| オペラリオ-MS | パイサンドゥ        | ボタフォゴ-PB    | ミスト           | 24           |          |
| 2000          | パラナ              | サンカエターノ   | レモ             | パイサンドゥ | 36       |

- 1986年の全国選手権はセリエAとセリエBをひとつのトーナメントとして構成され、例年のセリエBに相当するリーグはその中のパラレル・トーナメントとして、36クラブを9クラブずつ・4組に分けて大会を行った。
- 1987年の全国選手権はコパ・ウニオンとして開催され、例年のセリエBに相当するリーグは48クラブを24クラブずつ・2組に分けた上で、その中の「モドゥーロ・ブランク（白モジュール）」及び「モドゥーロ・アズウ（青モジュール）」として行われた。
- 2000年の全国選手権はコパ・ジョアン・アヴェランジェとして開催され、例年のセリエBに相当するリーグはその中の「モドゥーロ・アマレーロ（黄モジュール）」として行われた。なお上位3クラブは1部相当の「モドゥーロ・アズウ（青モジュール）」の上位12クラブ、3部相当の「モドゥーロ・ヴェルジ（緑モジュール）」と「モドゥーロ・ブランク（白モジュール）」の上位クラブによる代表決定戦優勝クラブを加えた16クラブが「セカンドフェーズ」（決勝トーナメント） に進出することが出来た。